# Candida, Kampanien
Candida är en ort och kommun i provinsen Avellino i regionen Kampanien i Italien. Kommunen hade 1 121 invånare (2017).